# Pseudosamanea
Pseudosamanea é um género de legume da família Leguminosae.
Este género contém as seguintes espécies:
- Pseudosamanea cubana